# Jaera pherephatte
Jaera pherephatte är en fjärilsart som beskrevs av Jean Baptiste Godart 1824. Jaera pherephatte ingår i släktet Jaera och familjen juvelvingar. Inga underarter finns listade i Catalogue of Life.